# Kánásy Gyula
Kánásy Gyula (Cegléd, 1913. október 21. – Los Angeles, 1984. augusztus 16.) magyar vízilabdázó, úszó, jogász

## Sportolóként
Az Árpád Gimnáziumban 1930-bana VI. osztály tanulója, a sportkör szertárosa volt. 1931-bena sportkör ezévi teljesítménye teljesen kielégítő. Kánásy Gyula, iskolánk legjobb úszója, részt vesz 1932-ben a Los Angeles-i olimpián is. 1931 és 1944 között a Magyar Atlétikai Club úszója és vízilabdázója volt. Vízilabdában 1938-ban az Európa-bajnok magyar válogatott tagja volt. 1937-től 1940-ig hétszeres magyar válogatott vízilabdázó. Úszásban 1932- ben a Los Angeles-i olimpia résztvevője volt.

## A civil életben
Az óbudai Árpád Gimnáziumban érettségizett, majd azt követően jogi doktorátust szerzett. 1944-ig a Fővárosi Gázművek munkatársa, osztályvezetője volt. 1946-ban Kaliforniában telepedett le.